# 温策奈姆-科克斯贝格
温策奈姆-科克斯贝格（法語：Wintzenheim-Kochersberg，发音：[vint͡sənaim.kɔkəʁsbɛʁg] 或 [vint͡sənaim.kɔxəʁsbɛʁk]；德语：Winzenheim）是法国下莱茵省的一个市镇，属于萨韦尔讷区（Saverne）和布克斯维莱尔县（Bouxwiller）。该市镇总面积1.95平方公里，2009年时的人口为323人。

## 人口
温策奈姆-科克斯贝格人口变化图示